# Sapajus robustus
Khỉ mũ đầu nào hay còn gọi là khỉ mũ mình dày lông rậm (Danh pháp khoa học: Sapajus robustus) là một loài khỉ mũ trong nhóm khỉ mũ mình dày (Sapajus). Đây là loài bản địa của Brazil. Nó trước đây được coi là một phân loài của khỉ mũ đen (Sapajus nigritus) nhưng bây giờ được một số người coi là một loài riêng biệt (loài độc lập). Các loài khỉ Capuchin đầu tiên được IUCN phân loại là loài dễ bị tổn thương vào năm 1995 và được phân loại là có nguy cơ tuyệt chủng vào năm 2008. Mặc dù phạm vi của chúng bao gồm một số khu vực bảo tồn, chúng chỉ xuất hiện ở một khu vực tương đối nhỏ, nơi chúng phải chịu nhiều áp lực từ việc săn bắn và phá hủy môi trường sống khi chuyển đổi sang đất nông nghiệp.

## Phân loại
Việc phân loại cho loài khỉ này là cả một quá trình khi loài khỉ Capuchin mào được phát hiện, nó được phân loại chính thức là Cebus apella robustus và được coi là một phân loài của Cebus apella. Năm 2001, Groves đề xuất rằng khỉ Capuchin mào là một phân loài của khỉ Capuchin đen và nên được chuyển đến xếp loại thành Cebus nigritus robustus. Vào năm 2012, người ta đã đề xuất rằng chi Cebus nên được tách nhỏ ra thành 02 chi riêng biệt và tất cả các loài khỉ mũ mình dày phải thuộc chi Sapajus.
Ngoài ra, người ta cũng lập luận rằng khỉ Capuchin mào là một loài riêng biệt với khỉ Capuchin đen và do đó, phân loại mới cho khỉ Capuchin mào phải là Sapajus robustus (danh pháp hai phần chứng không phải là ba phần). Người ta cũng ước tính sử dụng DNA ty thể mà khỉ Capuchin phân tách từ khỉ Capuchin đen hơn 5 triệu năm trước đa cung cấp thêm bằng chứng cho thấy khỉ Capuchin mào là một loài riêng biệt với khỉ Capuchin đen. Tuy nhiên, danh pháp Cebus nigritus robustus vẫn có thể được sử dụng để chỉ về khỉ Capuchin mào.

## Đặc trưng
Khỉ Capuchin mào, không giống như các loài khỉ Capuchin khác, có mào hình nón trên chỏm đầu gọi là mũ miện có màu đỏ tươi với một đốm đen. Hình nón này cũng có thể tiếp tục lan xung quanh hai bên đầu để tạo ra một bộ râu đen. Phần còn lại của bộ lông có thể có màu nâu đỏ hoặc nâu vàng (Tan). Cẳng tay, chân dưới và đuôi của khỉ Capuchin mào đều có màu đen, mặc dù những khu vực này có thể là sự pha trộn của lông màu đen và vàng nhạt ở con cái. Con cái cũng có thể có hai búi lông bên trên mũ miện mà con đực không có. Khỉ Capuchin mào có chiều dài từ đầu đến cơ thể là 33-57cm (13–22 in) và chiều dài đuôi 40-47 centimet (16–19 in). Con đực thường to lớn hơn con cái trong loài.

## Sinh cảnh
Khỉ Capuchin mào trước đây đã tùng sinh sống ở khu vực giữa sông Doce và sông Jequitinhonha, ở Espírito Santo, Minas Gerais và Bahia, trên bờ biển Đại Tây Dương của Brazil. Tuy nhiên, do mất môi trường sống, phạm vi sinh sống hiện tại của chúng đã bị hạn chế ở Bahia, phía đông Minas Gerais, phía nam Rio Jequitinhonha và phía bắc của Rio Doce. Nó thường lui tới giữa các tán cây dưới tán rừng nhiệt đới đất thấp và rừng bán nhiệt đới, nhưng cũng có thể sống trong các khu rừng khô nửa rụng lá (semi-deciduous dry forest) ở phía tây trong phạm vi phân bố của chúng.

## Sinh thái

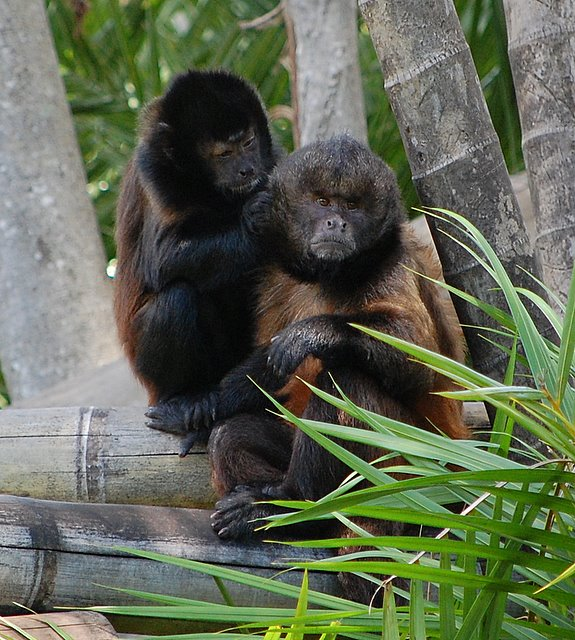
Hai con khỉ mũ mào đang chải lông cho nhau

Loài này có chế độ ăn khá đa dạng, chúng ăn các loại bao gồm trái cây, hạt và động vật chân đốt, cũng như ếch hoặc thậm chí động vật có vú nhỏ. Chúng rất thành thạo trong việc tìm kiếm các loại thực phẩm để kiếm được thức ăn mà chúng muốn. Mặc dù không có con khỉ Capuchin nào được ghi lại bằng chứng việc sử dụng các công cụ, nhưng rất có thể chúng đã làm được như vậy. Các loài khỉ mũ mình dày khác đã được nghiên cứu nhiều hơn, chẳng hạn như Sapajus nigritus, đã được ghi nhận bằng cách sử dụng đá để đập vỡ các vỏ ngoài của thức ăn như trái cây có vỏ cứng hoặc hàu. Do sự tương đồng giữa hai loài và phạm vi của chúng, thì khỉ Capuchin mào cũng có thể sử dụng các công cụ theo cách này.
Không có quan sát nào được thực hiện cụ thể trên con khỉ Capuchin mào, nhưng chúng có thể sống trong hệ thống phân cấp tuyến tính (linear hierarchies) bao trùm cả hai giới, với con đực đứng đầu thống trị cùng con cái xếp hạng hàng đầu theo đó hai cá thể vợ chồng này sẽ chỉ huy cả bầy, đây là hình thái xã hội tương tự như các loài khỉ Capuchin có liên quan chặt chẽ khác. Con đực được xếp hạng thấp hơn con đực thống trị (thường là ốm yếu, già bệnh) cũng có thể là một phần ngoài lề của các nhóm bầy đàn của loài khỉ Capuchin, nhưng chúng thường vẫn ở ngoại vi của nhóm, tức là chúng đã bị bầy đàn cho ra rìa, với thân phận đứng bên lề.